# Nabeshima Katsushige
Nabeshima Katsushige (1580-7 de mayo de 1657) fue el primer heredero del clan Nabeshima, fundado por Nabeshima Naoshige (1538-1618), que destacó entre los principales samuráis de Ryuzoji Takanobu (1529-1584), cuyo señorío se apropió tras su muerte.

## Biografía
Tras la muerte de Naoshige a los ochenta años de edad, Katsushige quedó al frente del clan Nabeshima. Heredero del carácter de su padre, participó en la segunda campaña de invasión de Corea (1597) cuando sólo tenía 18 años, y posteriormente encabezó un ejército de 34.000 hombres contra los rebeldes durante el asalto al castillo de Hara en la rebelión de Shimabara (1637-1638). Pero no tenía herederos (su hijo Tadashige había muerto de viruela a los 23 años de edad), así que, tras su desaparición, el señorío pasó a manos de su nieto, Nabeshima Mitsushige.